# Stenoderma rufum
Genre
Espèce
Statut de conservation UICN

 NT  : Quasi menacé
Stenoderma rufum est une espèce de chauves-souris, la seule du genre Stenoderma.

## Répartition
Cette espèce est endémique à Puerto Rico et aux îles Vierges aux États-Unis.